# ねんきん特別便
ねんきん特別便（ねんきんとくべつびん）とは、社会保険庁が2007年12月17日より公的年金の加入記録の確認を目的として、全ての加入者と年金受給者に向けて発送している通知書である。2008年10月30日に社会保険庁は全ての加入者と年金受給者、計約1億800万人への発送を終了した。
これ以降、2009年3月31日から全ての現役加入者への「ねんきん定期便」の発送が定期的に繰り返し行われる。

## 概要
年金保険料を納付した記録がありながら基礎年金番号に統合されていないおよそ5000万件のいわゆる「宙に浮いた年金記録」につき、その持ち主として記録に結びつく可能性のある加入者・年金受給者に確認を促す目的で発送が開始された。
2008年4月以降は全ての加入者と年金受給者へ順次発送しており、2008年10月中旬に全ての発送が完了した。
送付された封筒の色によって、どの様な性質のねんきん特別便なのかが判別できる。
封筒の色が青色
社会保険庁の保有する加入記録をコンピュータ上で名寄せした結果、記録統合に結びつく可能性のある記録が見つかった者に送付されたねんきん特別便。2007年12月から2008年3月までに送付された。このねんきん特別便を受け取った者は、年金記録に漏れがある可能性が非常に高いため注意が必要。回答票を返送しないと回答の督促を受ける可能性がある。
封筒の色が緑色
社会保険庁の保有する加入記録をコンピュータ上で名寄せした結果、記録統合に結びつく記録が見つからなかった者に送付されているねんきん特別便。2008年4月から6月までに年金受給者へ、2008年6月から2008年10月の間に受給に年齢が達しない現役と呼ばれる現在の加入者および過去に加入していた者全員へ送られた。
封筒の色が灰色
基礎年金番号制度が始まる前に受給者になった等で、基礎年金番号が付与されなかった者に対しねんきん特別便とは別に送付されている年金加入記録の確認のお知らせ。2008年5月に発送された。送付の趣旨や内容物は、ねんきん特別便と同一である。ねんきん特別便と重複して届く可能性がある。
封筒の色が黄色
社会保険庁の保有する加入記録と住民基本台帳との間で名寄せを行った結果、記録統合に結びつく可能性のある記録が見つかった者に対しねんきん特別便とは別に送付されている年金加入記録の確認のお知らせ。何らかの理由で未だに基礎年金番号を持つに至っていない者や社会保険庁で基礎年金番号や住所を把握出来ていない者に対しても、このねんきん特別便が届く事になる。ねんきん特別便とは全く違う独立したシステムにより作成されているため、ねんきん特別便と重複して届く可能性がある。
封筒の色がオレンジ色
これは58歳になった者に対して送られているねんきん定期便である。送付の趣旨や内容物は、ねんきん特別便と同一である。
この「ねんきん特別便」がこれらの期間に郵便で届かなかった者は基礎年金番号の付番に関してトラブルが生じている者か社会保険庁が把握している住所に誤りがある者であるため、各自が社会保険事務所に問い合わせる必要がある。
社会保険庁による記録の修正・確認完了に至るには特別便の記載内容の訂正の有無に関わらず本人または代理人から確認結果を郵便料の負担なく、必要な事項を記入のうえ同封される返送用封筒で回答票を返送する必要がある。郵送によらずに、社会保険事務所の窓口でも受付可能である。
ねんきん特別便に掲載されている加入記録一覧は、社会保険庁が把握している記録である。記録漏れの可能性が少なからずあるため、ねんきん特別便が送られて来たらおざなりにはせずに必ず記載内容を確認すべきである。一方、ねんきん特別便の発送は2008年10月30日で一旦終えたがその後も受け取っていない人も少なからずいるとされ、社会保険庁は政府広報などを通じて受け取っていない人は最寄りの社会保険事務所や専用電話に問い合わせるよう再三促している。

## 厚生年金保険被保険者住所変更届
国民年金の第1号被保険者については納付書を送付する必要がある事から、被保険者の住所については正確に把握され記録されている。しかし厚生年金の被保険者や国民年金の第2号被保険者、第3号被保険者についてはこの住所の把握が充分ではない。厚生年金保険被保険者住所変更届／国民年金第3号被保険者住所変更届が存在しているにもかかわらず、これまでこの届書があまり利用されていなかったのが現状である。
そのため、ねんきん特別便が届かずに社会保険庁に返送されてしまったケースが多数発生してしまった。入社して厚生年金に加入した後で、住所を変更した覚えのある厚生年金の被保険者やねんきん特別便が届かなかった第3号被保険者は会社に対して社会保険事務所に厚生年金保険被保険者住所変更届／国民年金第3号被保険者住所変更届を提出する様、要請する必要がある。

## 共済年金
ねんきん特別便は社会保険庁の事業であるため、社会保険庁が所管している国民年金・厚生年金・旧船員保険の記録が記載されている。共済年金については基礎年金の支給の必要性から社会保険庁では加入月数のみを共済組合から伝えられているため、ねんきん特別便送付に合わせて共済年金の加入記録を確認してもらうべく、各共済組合で独自に共済版ねんきん特別便の送付が行われている。ただし、この共済版ねんきん特別便は共済組合に課せられた義務ではないため、どの共済組合でも必ず送付されるとは限らず、注意が必要である。

## その他
「特別便」については、次のような問題が報道された。
- 「特別便」45000通を含む郵便物を乗せたコンテナ貨物が、梅田貨物駅に2008年9月24日から11月27日までの間放置されていたことが判明。輸送会社間の連絡ミスが原因[4]。
- 既に亡くなった人（特に第3号被保険者）へ「特別便」を送付するミスの発生[5]。